# Vauréal
Vauréal és un municipi francès, situat al departament de Val-d'Oise i a la regió d'Illa de França.
Forma part del cantó de Vauréal, del districte de Pontoise i de la Comunitat d'aglomeració de Cergy-Pontoise.
Creada sota la direcció de l'Estat, aquesta nova ciutat es va fundar el 1971 i ha estat el principi de tot un desenvolupament posterior. Un poble de només 800 habitants fa només quinze anys, compta avui amb més de 16.000 habitants que són coneguts amb el gentilici de Vauréalien(ne)s.